# Rekeem Harper
Rekeem Harper (Birmingham, Inglaterra, 8 de marzo de 2000) es un futbolista británico que juega como centrocampista en el Barrow A. F. C. de la League Two de Inglaterra.

## Clubes
| Club                            | País       | Año       |
| ------------------------------- | ---------- | --------- |
| West Bromwich Albion F. C.      | Inglaterra | 2017-2021 |
| Blackburn Rovers F. C. (cedido) | Inglaterra | 2017-2018 |
| Birmingham City F. C. (cedido)  | Inglaterra | 2021      |
| Ipswich Town F. C.              | Inglaterra | 2021-2023 |
| Crewe Alexandra F. C. (cedido)  | Inglaterra | 2022      |
| Exeter City F. C. (cedido)      | Inglaterra | 2022-2023 |
| Burton Albion F. C.             | Inglaterra | 2023-2024 |
| Port Vale F. C.                 | Inglaterra | 2024-2025 |
| Barrow A. F. C.                 | Inglaterra | 2025-     |